# Gare d'Épierre - Saint-Léger
La gare d'Épierre - Saint-Léger est une gare ferroviaire française de la ligne de Culoz à Modane (frontière) (surnommée ligne de la Maurienne), située sur le territoire de la commune d'Épierre, près de Saint-Léger, dans le département de la Savoie, en région Auvergne-Rhône-Alpes.
La station, alors située dans les États de Savoie, est mise en service en 1856 par la Compagnie du chemin de fer Victor-Emmanuel. En 1860 elle devient une gare de la Compagnie des chemins de fer de Paris à Lyon et à la Méditerranée (PLM) après le rattachement de la Savoie à la France.
C'est une halte voyageurs de la Société nationale des chemins de fer français (SNCF) desservi par des trains TER Auvergne-Rhône-Alpes.

## Situation ferroviaire
Établie à 369 mètres d'altitude, la gare d'Épierre - Saint-Léger est située au point kilométrique (PK) 185,364 de la ligne de Culoz à Modane (frontière) entre les gares ouvertes d'Aiguebelle et de Saint-Avre - La Chambre.

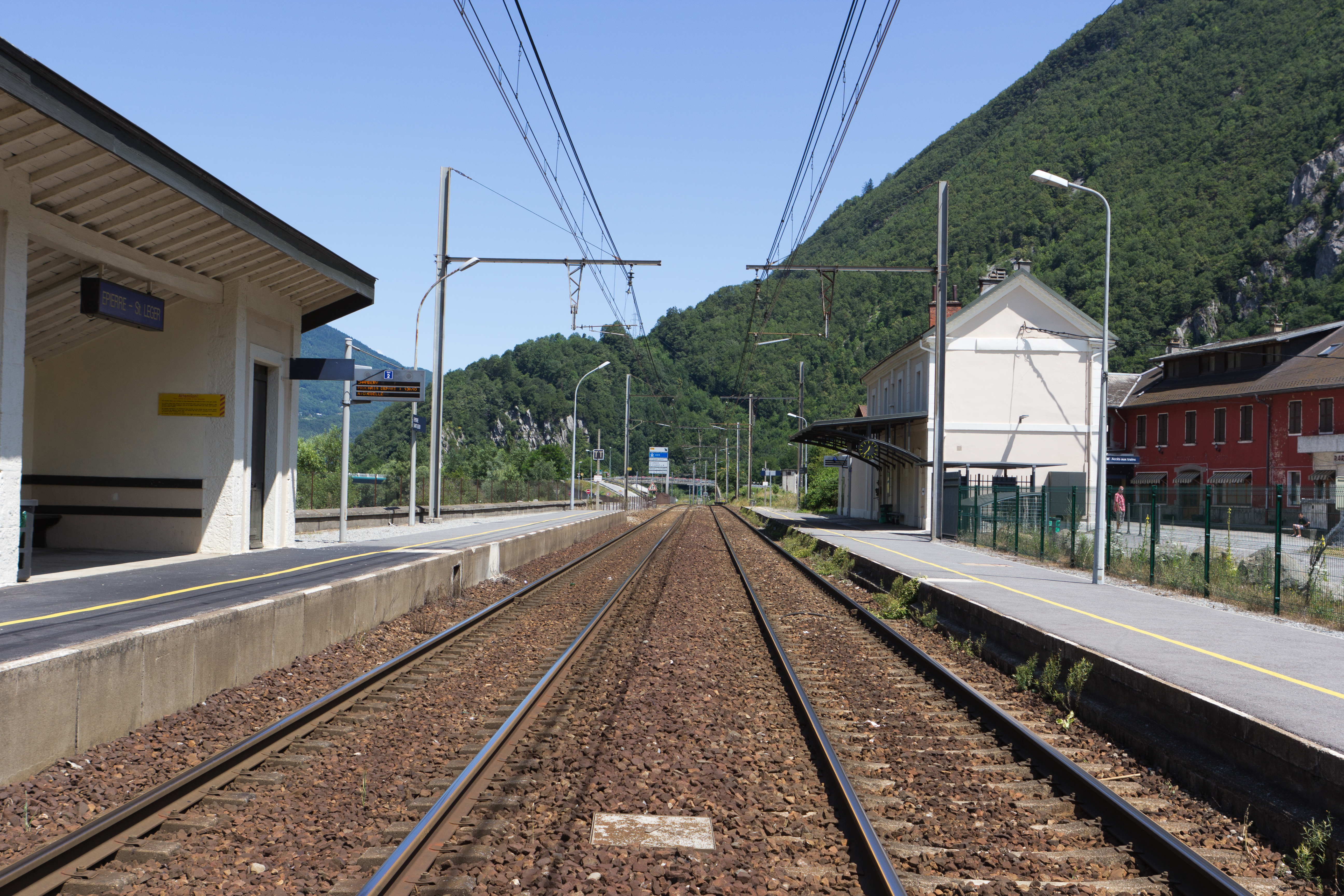
Intérieur de la halte.

## Histoire
Au début du XIXe siècle, dans une Savoie Piémontaise, redevenue indépendante de la France par le traité de Vienne du 15 novembre 1815, les projets ferroviaire permettant le désenclavement de l'ancien duché et une liaison internationale entre la France et l'Italie sont d'actualité, le franchissement de la barrière alpine par un chemin de fer liant le Piémont, la Savoie et la France via un tunnel sous le mont Cenis la vallée de la Maurienne et Chambéry donne lieu, par décret royal (Sarde) du 25 mai 1853, à la création de la « Compagnie du chemin de fer Victor-Emmanuel ».
La compagnie confie la réalisation de la première section à voie unique, entre Choudy (Aix-les-Bains) et Saint-Jean-de-Maurienne, au groupe anglais « Jackson, Brassey et Henfrey », qui débute rapidement les travaux. En 1855 le tronçon d'Aiguebelle à Saint-Jean mobilise 2 335 manœuvres sur les chantiers de construction de la voie ferrée. Le chemin de fer passe à Épierre avec l'inauguration de la section de Choudy à Saint-Jean-de-Maurienne le 20 octobre 1856. 
En 1859 la Victor-Emmanuel est utilisée pour activer le déplacement des troupes françaises qui de ce fait vont, avec les Piémontais, battre les Autrichiens le 4 avril 1859 à la bataille de Magenta. En remerciement le roi Victor-Emmanuel offre le duché de Savoie et le comté de Nice à la France le 22 avril 1860. Ces évènements vont avoir des conséquences importantes notamment pour la ligne et la gare d'Épierre, le 27 septembre 1867 est promulguée la loi française n°1530 qui reprend les divers accords et conventions pris. La compagnie du chemin de fer Victor-Emmanuel cède à l'État français, les sections construites ou à construire qui sont sur le territoire français, l'État les rétrocédant à la compagnie du chemin de fer de Paris à Lyon et à la Méditerranée (PLM).
L'ouverture de la deuxième voie a lieu par tronçons, Aiguebelle - Épierre est ouvert le 31 mai 1901, et celui entre Épierre et Saint-Jean de Maurienne le 3 novembre 1903. Cette ouverture finalise la mise à double voie de l'ensemble de la ligne de Culoz à Modane.

## Service des voyageurs

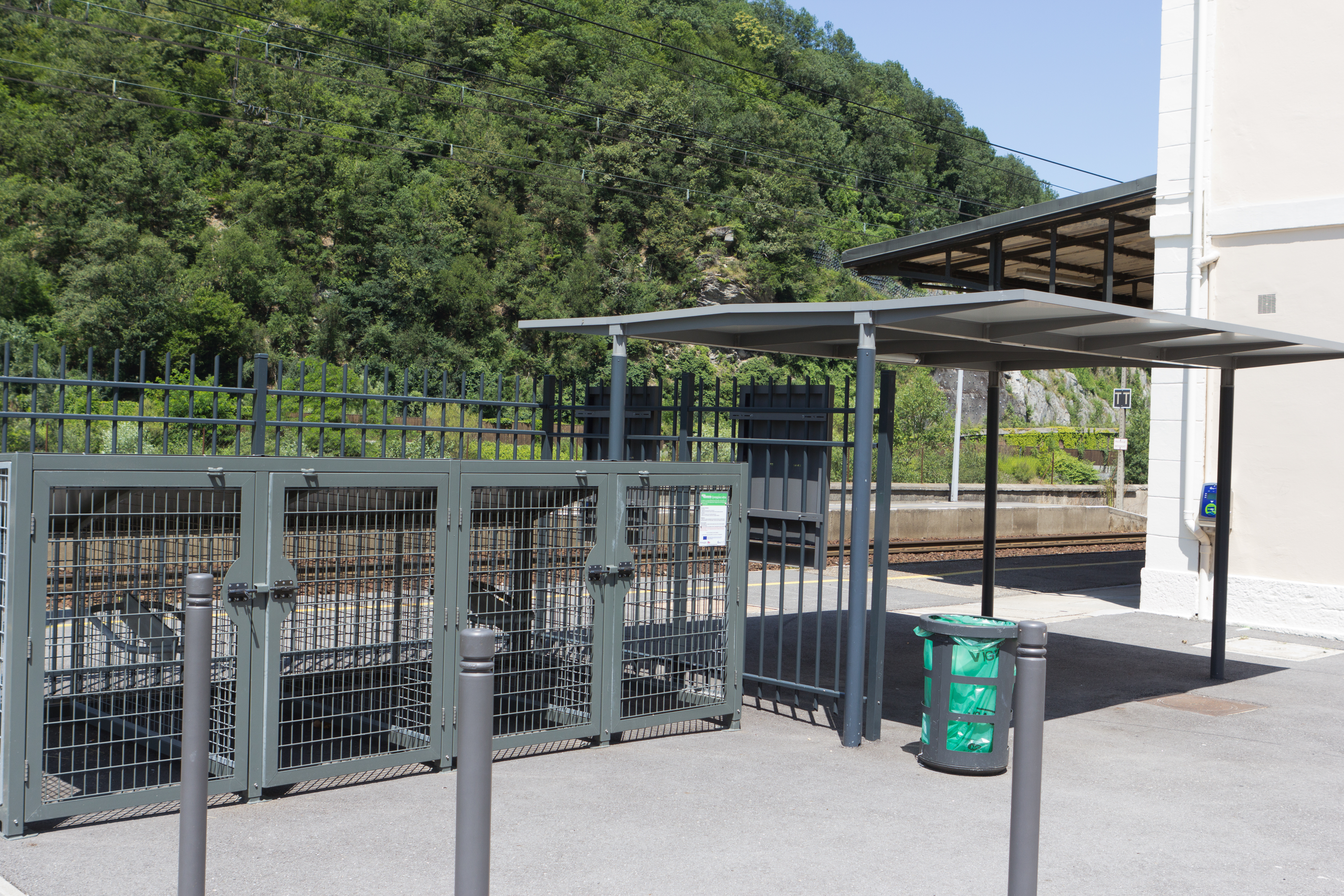
Parc à vélos et entrée de la halte.

### Accueil
Halte SNCF, c'est un point d'arrêt non géré (PANG) à accès libre.
Le passage d'un quai à l'autre s'effectue par la traversée directe des voies au moyen d'un passage piéton planchéié prévu à cet effet. Lorsqu'un train approche, des signaux rouges clignotants interdisent la traversée.

### Desserte

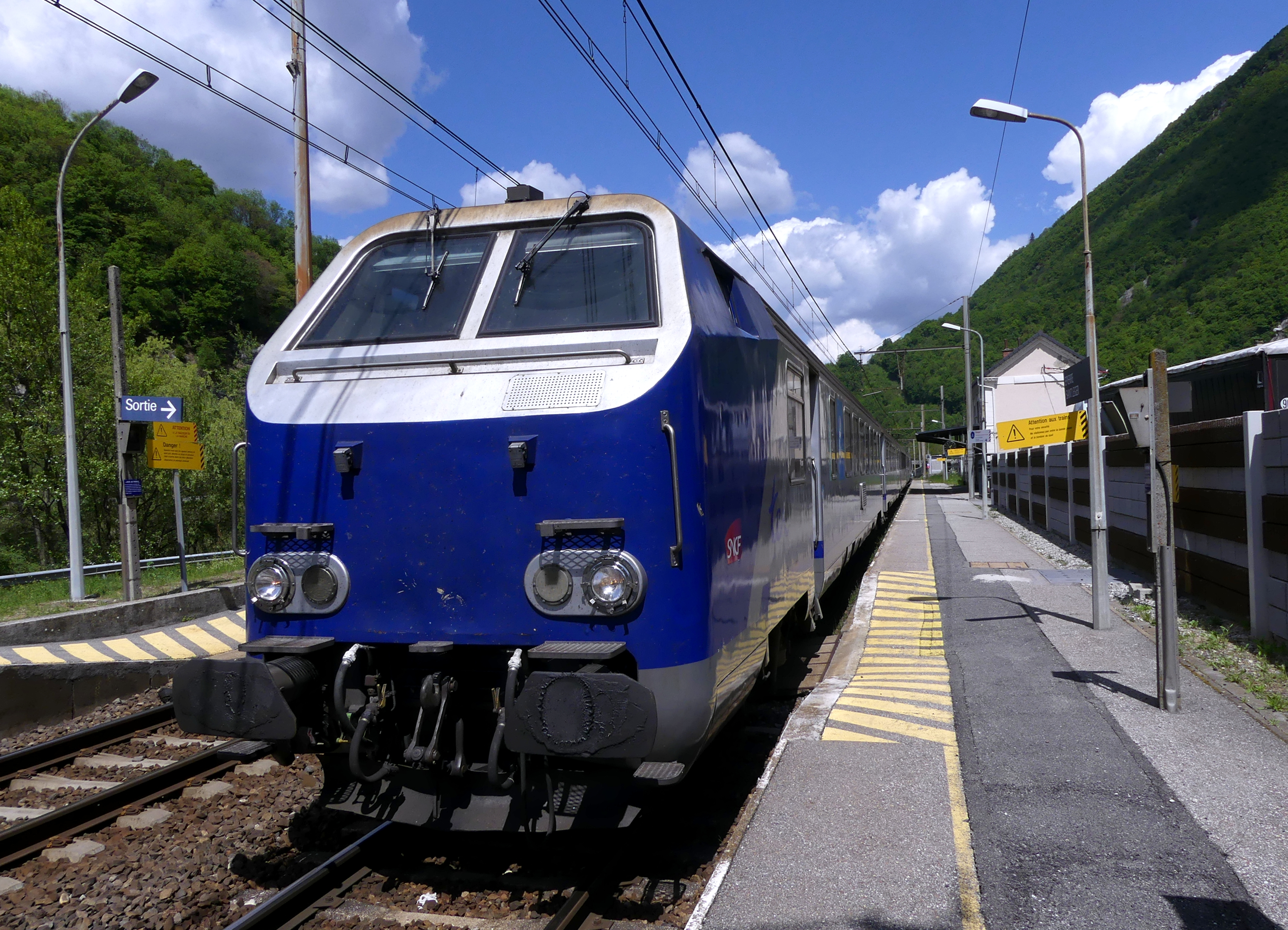
TER Chambéry-Modane en gare.

Épierre - Saint-Léger est desservie par des trains TER Auvergne-Rhône-Alpes, qui effectuent des missions entre les gares de Chambéry - Challes-les-Eaux et de Modane.

### Intermodalité
Un parc pour les vélos et un parking pour les véhicules y sont aménagés. Elle est desservie par des cars TER Rhône-Alpes, lignes : Chambéry - Challes-les-Eaux à Modane ; Aiton-Bourgneuf à Saint-Jean-de-Maurienne ; Saint-Pierre-d'Albigny à Épierre.

## Service des marchandises
Épierre - Saint-Léger est une gare Fret SNCF ouverte au service train massif et wagons isolés pour certains clients.

## Galerie de photographies

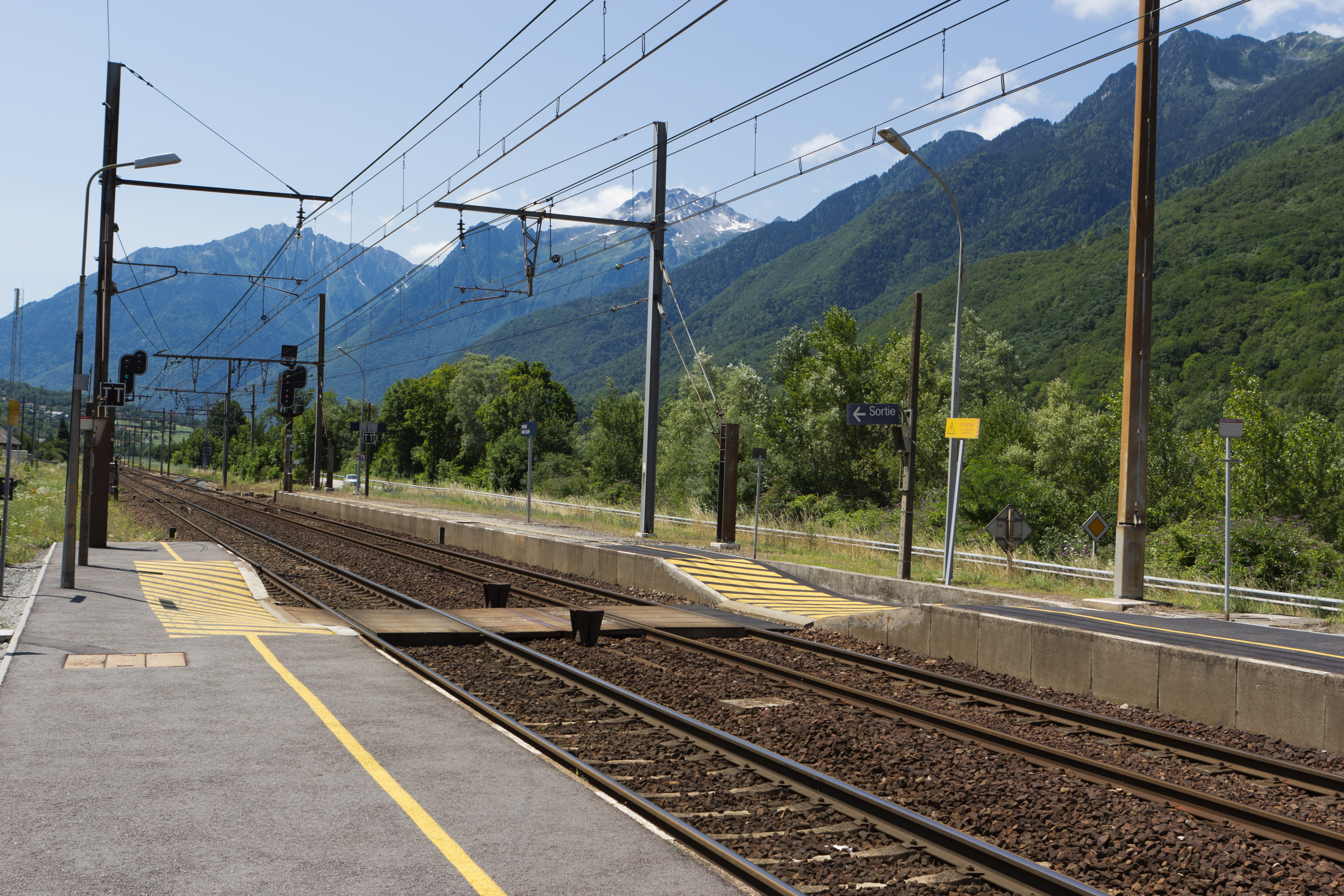
Le passage piéton planchéié.
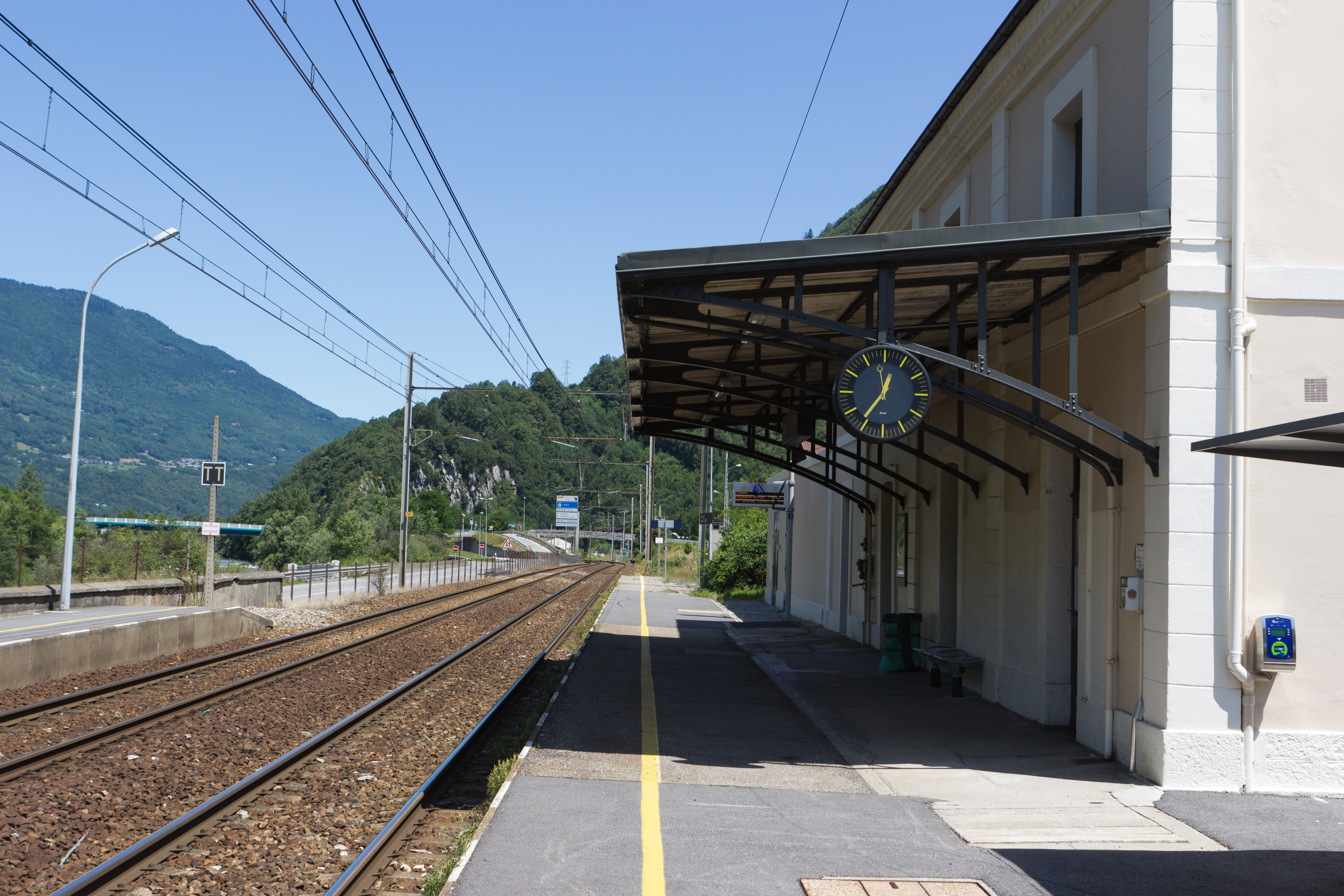
Le quai de la voie 1 en direction de Modane.
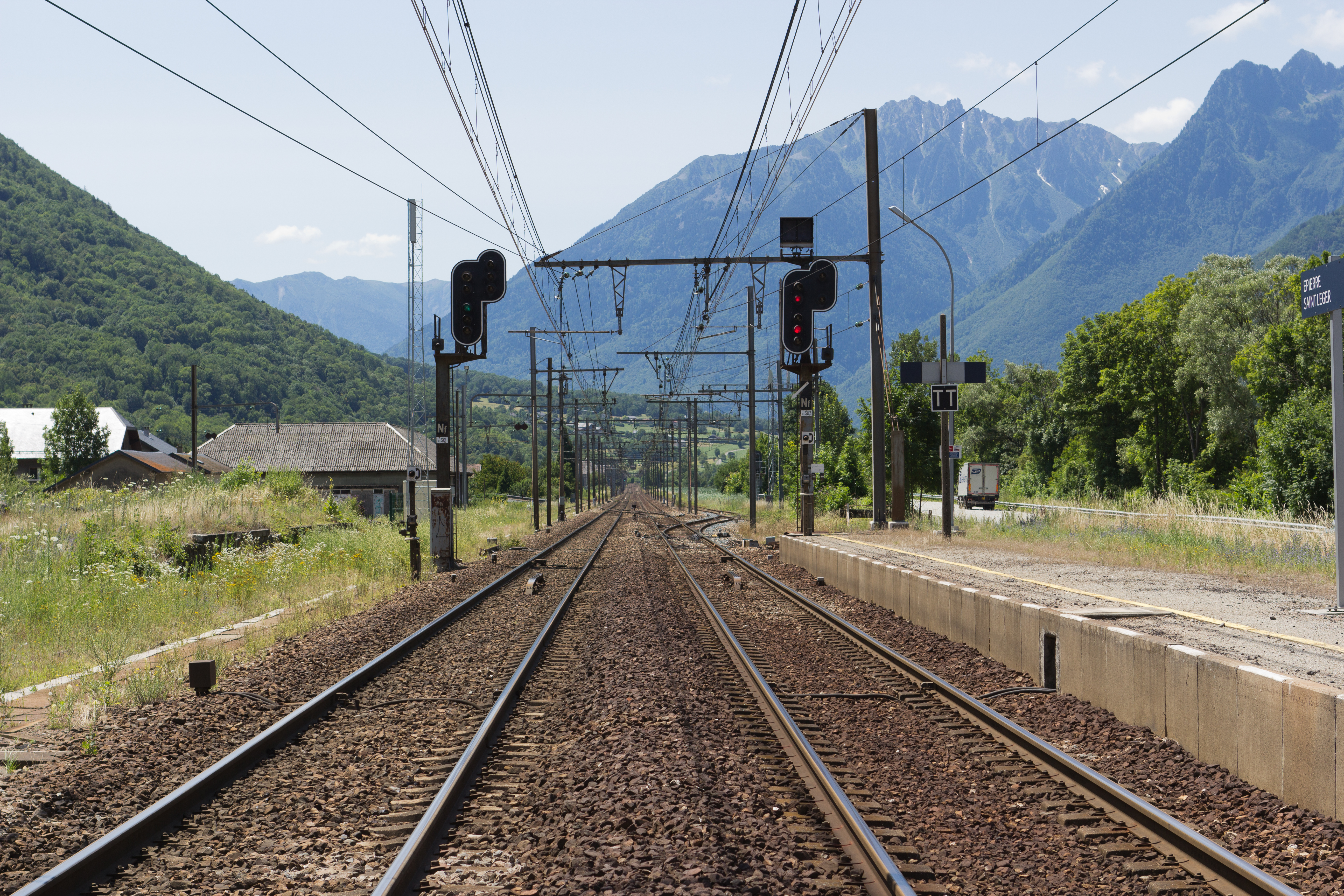
Vue de la gare en direction de Modane.
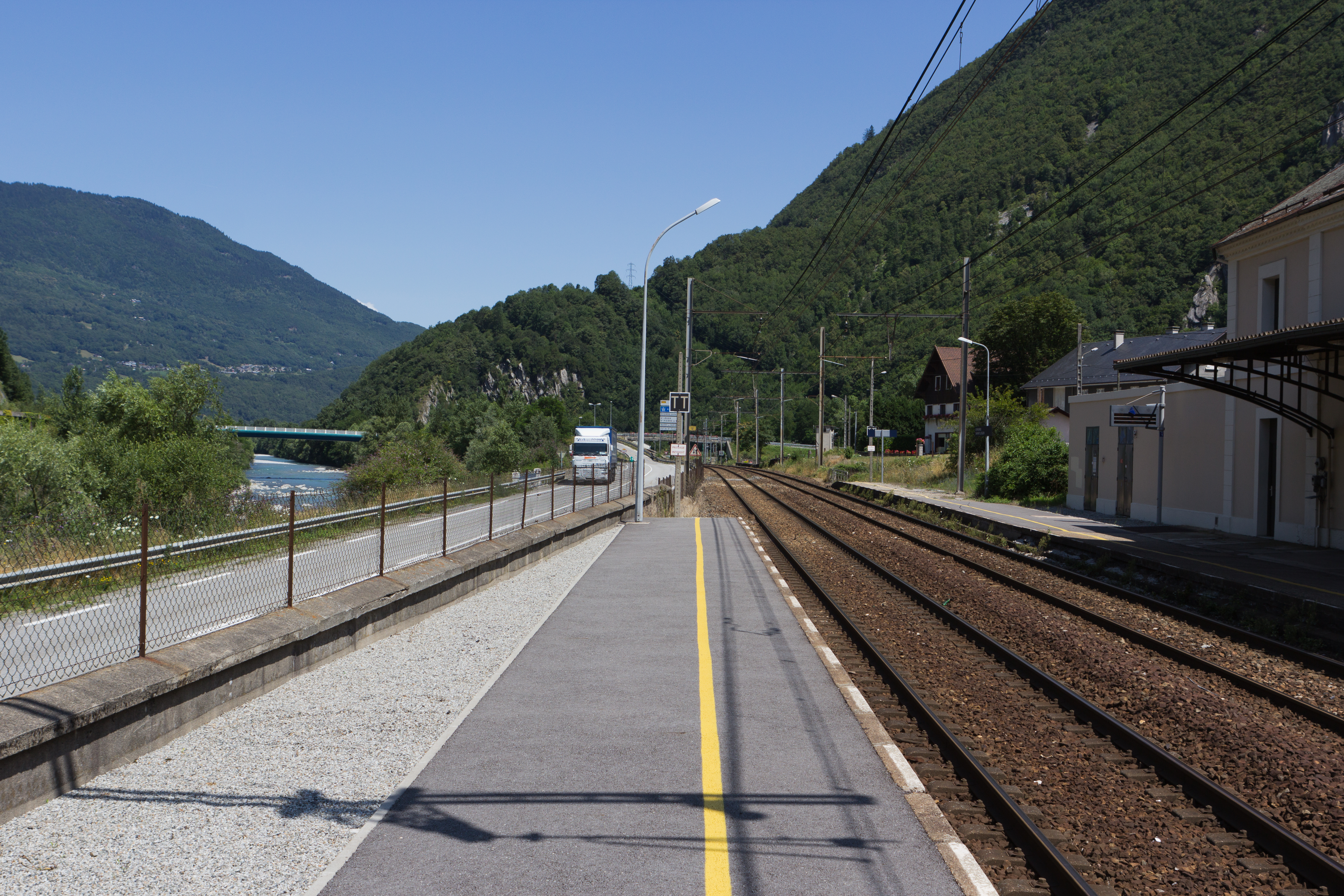
Le quai de la voie 2 en direction de Saint-Pierre-d'Albigny.